# Andy Gibb
Andrew "Andy" Roy Gibb (født 5. marts 1958 – død 10. marts 1988) var en engelsk sanger og skuespiller. Han var lillebror til Barry, Robin og Maurice Gibb, som alle tre havde dannet bandet Bee Gees i midten af 1960'erne. Med en karriere på 21 år, nåede Andy Gibb at udgive tre studiealbums i sin levetid og var særligt populær i slutningen af 1970’erne. Blandt hans mest berømte singler er "I Just Want to Be Your Everything" og "Shadow Dancing", hvoraf sidstnævnte er fra Gibbs mest solgte album af samme navn.
I midten af 1980'erne led Andy Gibb af et langvarigt stofmisbrug og depression, som også omfattede afhængighed af kokain. Han døde den 10. marts 1988, fem dage efter sin 30-års fødselsdag af en infektion i sin hjertemuskel.Han efterlod sig sin ekskone Kim Reeder og en datter ved navn Peta. Andy er begravet i Los Angeles.